# Programma di Erlangen
Il programma di Erlangen è un metodo per classificare e caratterizzare le geometrie basandosi sulla geometria proiettiva e la teoria dei gruppi. Il manifesto del programma fu pubblicato nel 1872 da Felix Klein con il nome di Vergleichende Betrachtungen über neuere geometrische Forschungen. Prende il nome dall'università di Erlangen, dove Klein lavorava.

## Descrizione
A quel tempo una famiglia di nuove geometrie non euclidee era già emersa, senza però un'adeguata chiarificazione delle relazioni che intercorrevano tra loro. Il suggerimento di Klein fu innovativo per tre ragioni:
- la geometria proiettiva veniva evidenziata come il contesto unificante per tutte le altre geometrie da lui considerate. In particolare la geometria euclidea risultava più restrittiva della geometria affine che a sua volta era più restrittiva della geometria proiettiva.
- Klein suggerì che la teoria dei gruppi, una branca della matematica che utilizza metodi algebrici per astrarre il concetto di simmetria, fosse lo strumento migliore per organizzare le conoscenze geometriche. A quel tempo era già stata introdotta nella teoria delle equazioni nella forma di teoria di Galois.
- Klein rese più esplicita l'idea che ogni linguaggio geometrico ha i suoi propri concetti così, per esempio, la geometria proiettiva considera giustamente le sezioni coniche ma non cerchi o angoli in quanto queste nozioni non sono invarianti rispetto alle trasformazioni proiettive (questo è ben noto nella geometria prospettica). Il modo in cui diversi linguaggi della geometria si uniscono può essere spiegato dal modo in cui sottogruppi di un gruppo di simmetria si relazionano l'uno con l'altro.

### I problemi del diciannovesimo secolo
C'è un'unica 'geometria' o ce ne sono molte? Dai tempi di Euclide il termine 'geometria' indica la geometria dello spazio euclideo a due dimensioni (geometria piana) o a tre dimensioni (geometria solida). Nella prima metà del diciannovesimo secolo ci sono stati diversi sviluppi che hanno complicato la situazione. Le applicazioni necessitavano dello studio della geometria a dimensioni superiori. L'analisi scrupolosa dei fondamenti della geometria euclidea tradizionale aveva rivelato l'indipendenza dell'assioma delle parallele dagli altri assiomi e questo decretò la nascita delle geometrie non euclidee. Klein propose l'idea che tutte queste nuove geometrie fossero solamente casi particolari della geometria proiettiva come era stata sviluppata da Jean-Victor Poncelet, Ferdinand Möbius, Arthur Cayley e altri. Klein suggerì inoltre ai fisici matematici che anche un piccolo sviluppo della geometria da un punto di vista proiettivo avrebbe potuto portare loro dei benefici sostanziali.
Ad ogni geometria Klein associò un gruppo di simmetrie. La gerarchia delle geometrie si rappresenta quindi tramite una gerarchia di questi gruppi e una gerarchia dei loro invarianti. 
Per esempio: lunghezze, angoli e aree vengono preservate dalle simmetrie della geometria euclidea mentre solo la struttura di incidenza e il birapporto vengono conservati dalle più generali trasformazioni proiettive. Il concetto di parallelismo, che viene preservato nella geometria affine, non ha senso nella geometria proiettiva. Quindi, estraendo il gruppo di simmetrie sottostante una particolare geometria, la relazione tra diverse geometrie può essere ristabilita a livello di gruppi. Visto che il gruppo della geometria affine è un sottogruppo del gruppo della geometria proiettiva, ogni nozione che risulta invariante nella geometria proiettiva è necessariamente invariante anche nella geometria affine, ma non viceversa. Quando si aggiungono nuove simmetrie si ottiene una teoria più potente, ma con meno concetti e teoremi (che saranno più profondi e più generali).

## Spazi omogenei
In altre parole gli "spazi tradizionali" sono spazi omogenei ma non con un unico gruppo fissato. Se si cambia il gruppo cambia il linguaggio geometrico. Nel linguaggio odierno i gruppi presi in considerazione nella geometria classica sono tutti ben noti come gruppi di Lie: sono i gruppi classici. Le relazioni specifiche vengono descritte piuttosto semplicemente con un linguaggio tecnico.

### Esempi
Per esempio il gruppo della geometria proiettiva in "n" dimensioni è il gruppo delle simmetrie dello spazio proiettivo "n"-dimensionale (il quoziente del gruppo lineare di ordine "n"+1, rispetto al sottogruppo delle matrici scalari). Il gruppo affine sarà il sottogruppo che mantiene (mappandolo in sé, non puntualmente) l' "iperpiano all'infinito" che si è scelto.
Questo sottogruppo ha una struttura nota (il prodotto semidiretto del gruppo lineare di grado "n" con il sottogruppo delle traslazioni). Questa descrizione ci dice quindi quali sono le proprietà 'affini'. In termini della geometria euclidea piana, il concetto di "parallelogramma" è affine, in quanto le trasformazioni affini mantengono questa proprietà. Il concetto di "cerchio", invece, non è affine in quanto una distorsione affine può mandare un cerchio in una ellisse.
Per spiegare accuratamente qual è la relazione tra la geometria affine e quella euclidea, dobbiamo ora individuare il gruppo della geometria euclidea all'interno del gruppo affine.
Il gruppo euclideo risulta essere (nella precedente descrizione del gruppo affine) il prodotto semidiretto del gruppo ortogonale (rotazioni e riflessioni) con le traslazioni.